# シボレー・インパラ

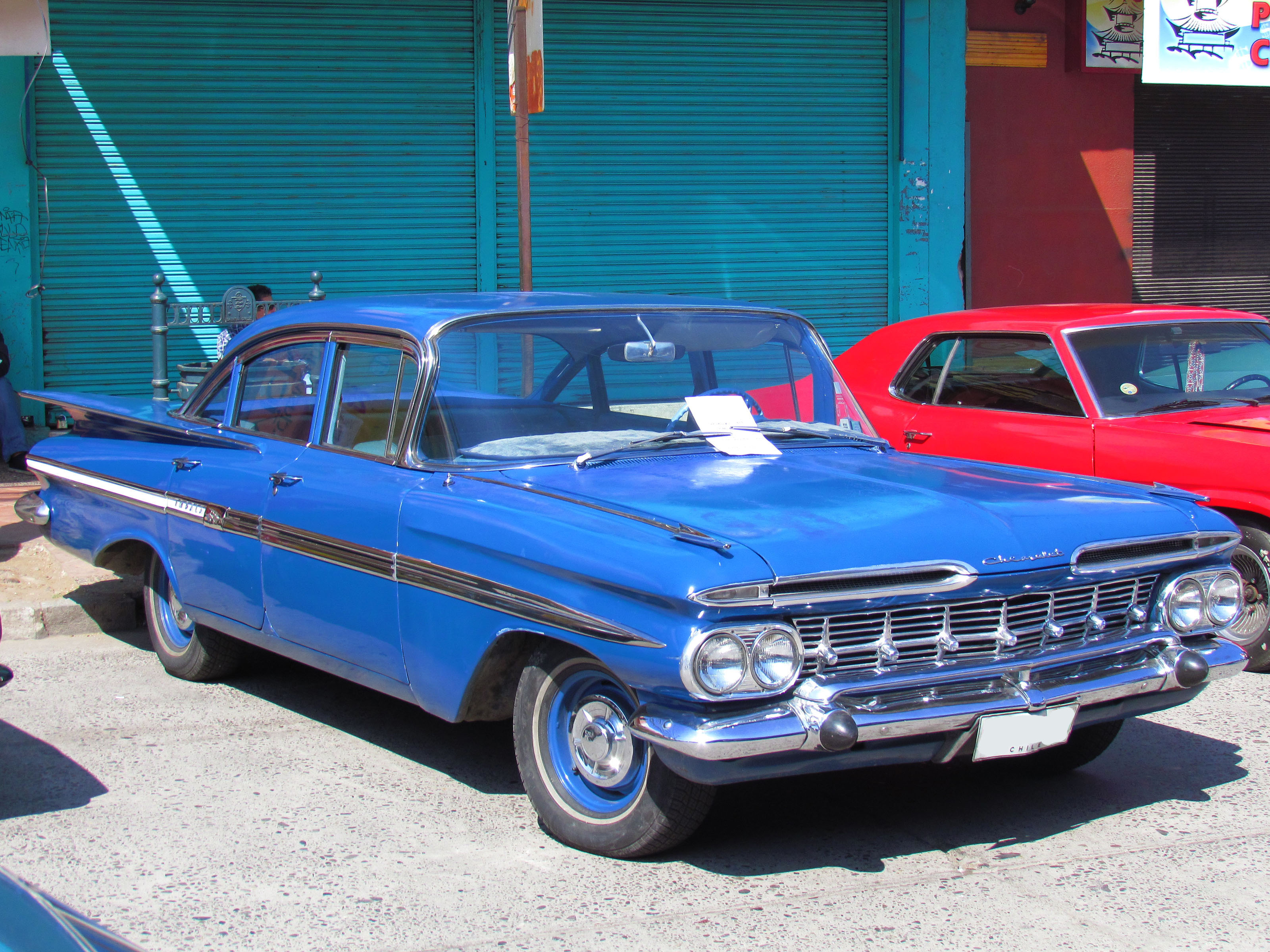
1959年式 インパラ 4ドア セダン

インパラ (IMPALA) は、アメリカ合衆国の自動車製造会社、ゼネラルモーターズ (GM) により製造、シボレーブランドにて販売された大型乗用車である。シボレーのフラッグシップとして人気を博し、米国市場ではベストセラーとなった。
1958年～1964年モデルは、ローライダーと呼ばれるカスタムのベース車として日本、アメリカで人気が高い。

## 歴史

### 初代（1958年）

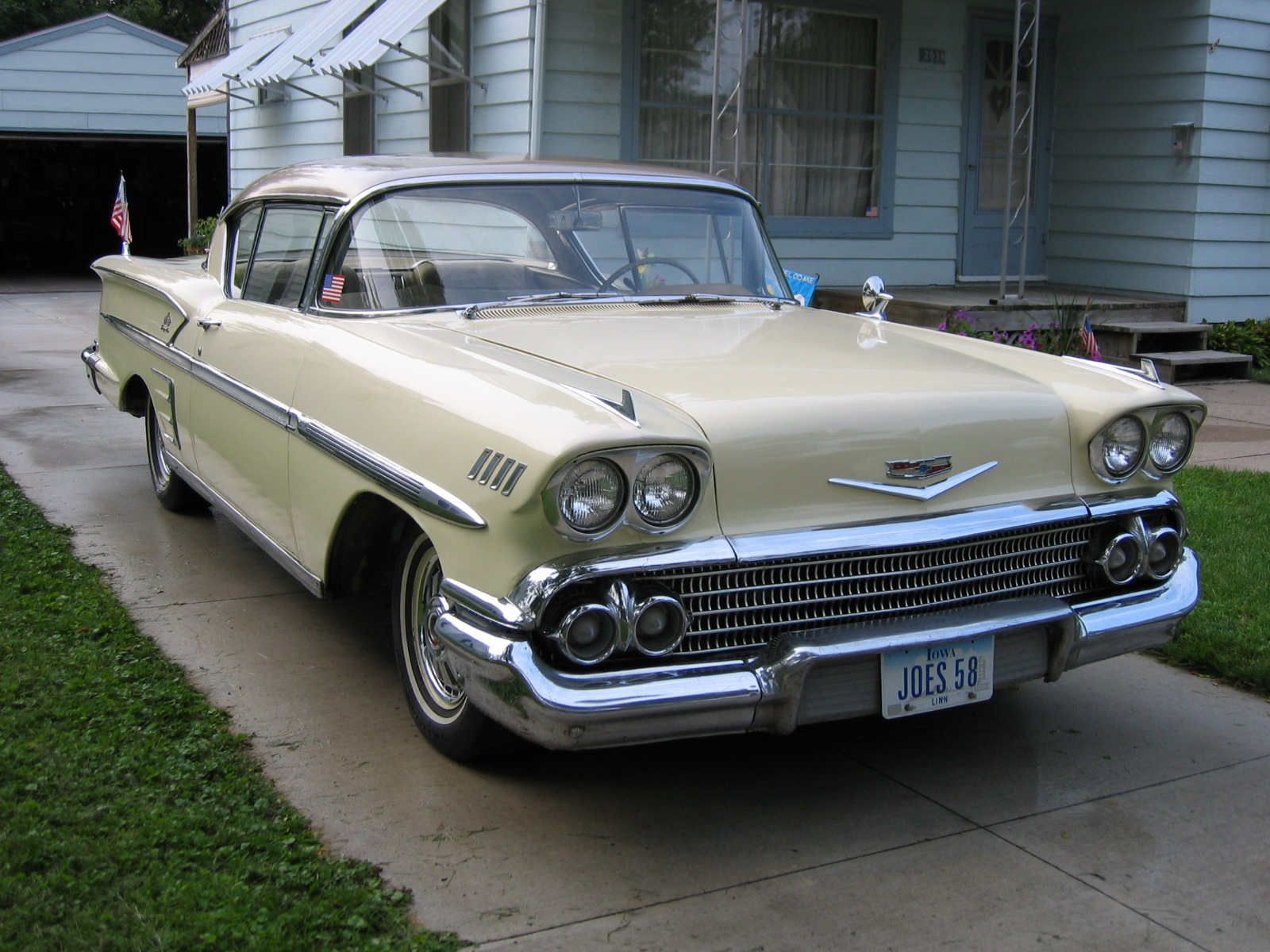
1958年型 ベルエア・インパラ

1958年型シボレーの最上級グレード「ベルエア」に「インパラ・スポーツ・パッケージ」という名のスペシャルパッケージが設定された。ボディタイプは2ドアハードトップクーペと2ドアコンバーチブルのみということから、1956年にクライスラーのブランドであるプリムスが当時の最高級フルサイズであった「ベルベディア」の「スポーツ・クーペ」モデルをベースにさらに高級化させ販売したスペシャリティー・2ドア・ハードトップ「フューリー」への対抗と考えられる。
ベルエアとの相違点は3連テールランプ、ルーフ後端のエアアウトレット（ダミー）左右クォーターのエアダクト風モール等である。
この1958年には、1957年まで下級グレードのフルサイズとして生産されていた「150」が「150」同様下級グレードのフルサイズであった「デルレイ」と統合されて消滅し、その結果、この年以降シボレーの最下級フルサイズは「デルレイ」のみの生産となった。また「150/デルレイ」より上、「ベルエア」より下の中級グレードのフルサイズとして生産されていた「210」は1957年を最後に消滅し、後継として1958年から「ビスケイン」が登場した。1957年のシボレーのフルサイズのラインナップは下から「150」「デルレイ」「210」「ベルエア」であったのに対し、1958年のフルサイズのラインナップ「デルレイ」「ビスケイン」「ベルエア」と大幅に変わった。

### 2代目 (1959年～1960年）

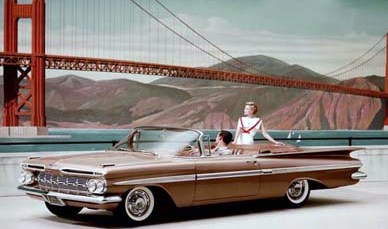
1959年型 インパラ コンバーチブル

1959年から、インパラは2ドアのみではなく「4ドア・ピラーレス・ハードトップ」「4ドア・セダン」もラインナップされた。これでインパラはシボレーの最上級フルサイズとなり、ベルエアはその流れで少し低級化した。
1959年、最上級フルサイズが「ベルエア」から「インパラ」に変更されたため、1960年から中級フルサイズは「ビスケイン」から「ベルエア」に変更される。下級フルサイズは「デルレイ」から「ビスケイン」に変更される。これによって「デルレイ」は1959年を最後に消滅した。1959年のシボレーのフルサイズ・ラインナップは下から「デルレイ」「ビスケイン」「ベルエア」「インパラ」となる。

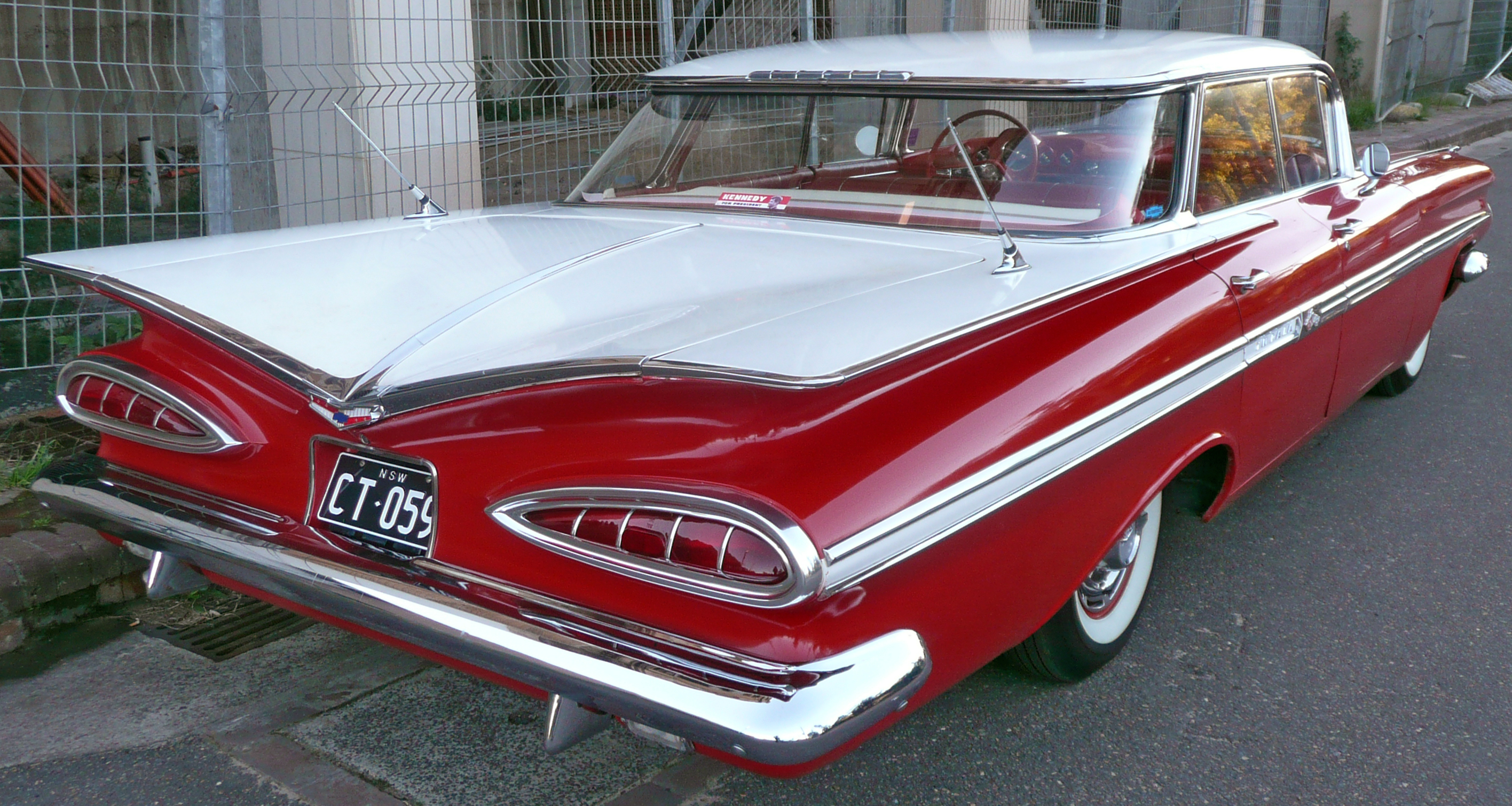
2代目の特徴ある後ろ姿

1950年代の乗用車の造形デザインにおいて流行であった「テールフィン」スタイルは先代にも見られたが、この世代で最も顕著になり、中央で2分割された翼を広げた鳥のようなトランクは、この車種のこの世代のモデルであると一目でわかる特徴である。さらに、このモデルの派生車であるエルカミーノも、ピックアップトラックながらこの派手な意匠を受け継いでいる。直後に、急速に陳腐化の印象を持たれるようになったため、次の世代では面影があるものの大幅に抑えたものとなっている。

### 3代目 (1961年～1964年)

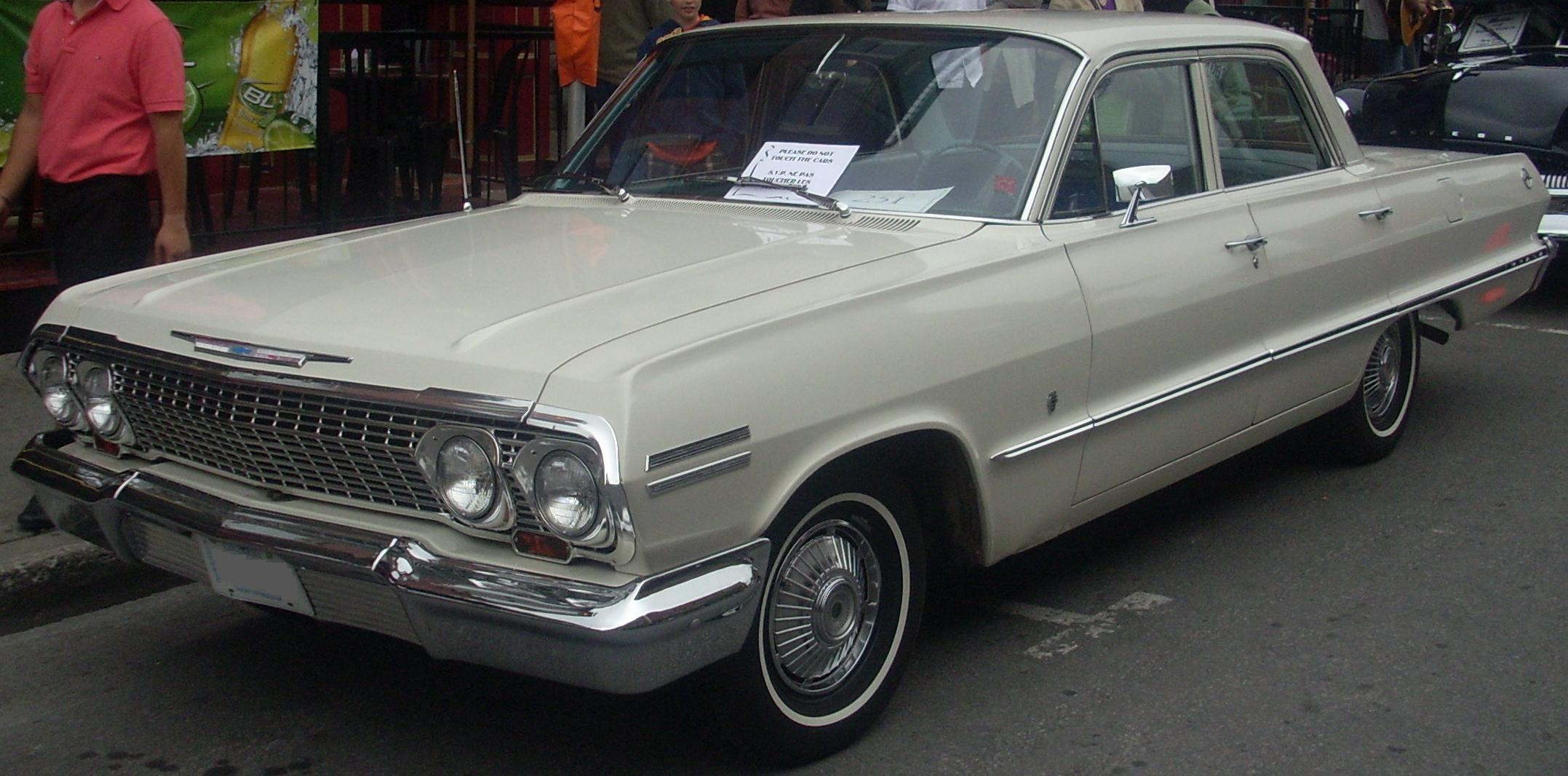
1963年型 インパラ・4ドア

### 4代目 (1965年～1970年)

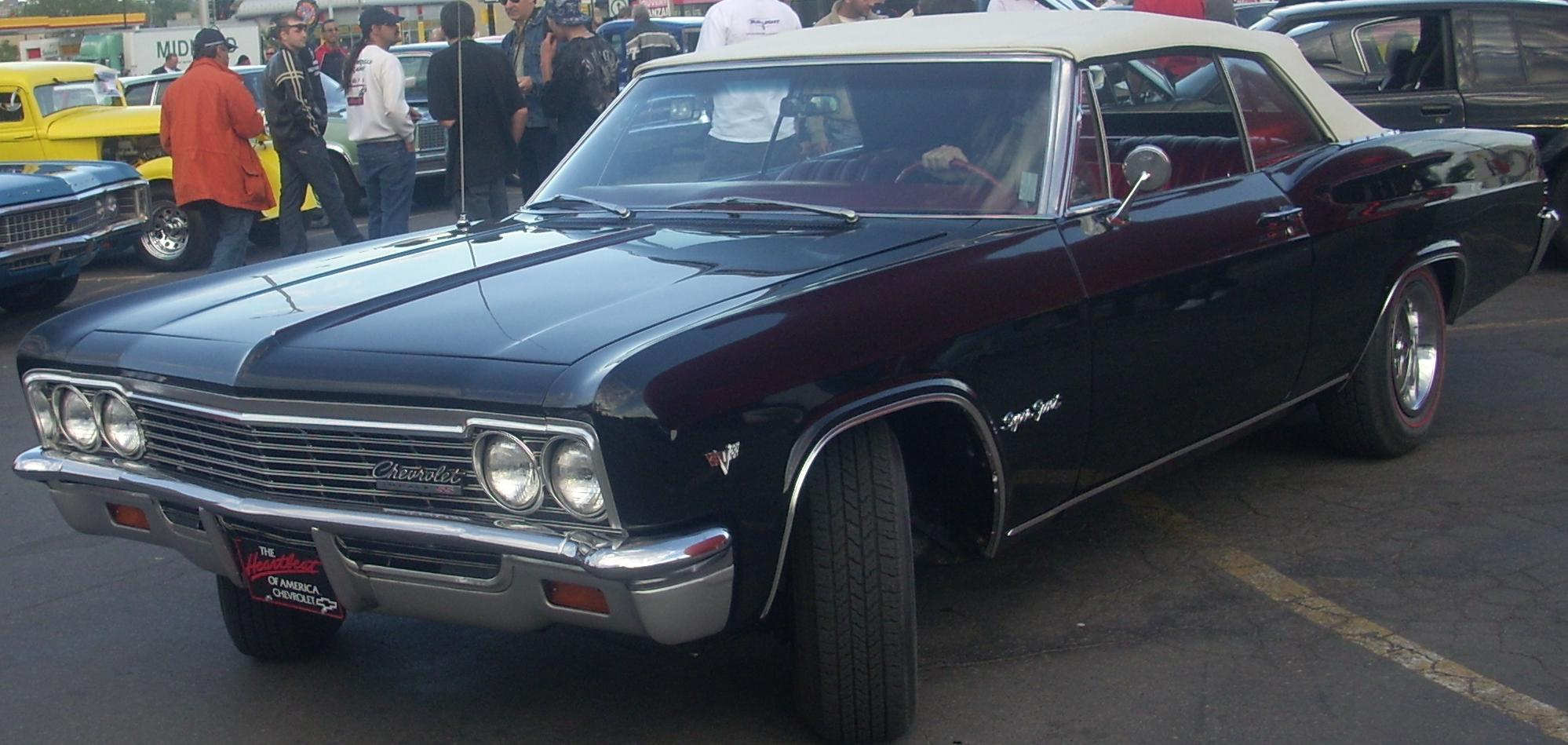
1966年型 インパラ・SS

1957年に「ベルエア」に2ドアの「インパラ・パッケージ」が登場したのと同様、1965年のインパラに4ドアの「カプリス・パッケージ」が登場。インパラ以上に高級感のあるスペシャリティー・4ドアハードトップであった。この「カプリス・パッケージ」は1966年に2ドアも登場しに独立した。シボレーの最高級フルサイズは「カプリス」に変わったが、「インパラ」は「ベルエア」のように低級化はせずそれまでと同じように生産された。
1958年から1966年までの間にインパラは1300万台が生産され、1965年には年間100万台が売れた。1961年に登場したインパラSS（スーパースポーツ）がその牽引役となり、ノーマルのインパラに比べて次のようなチューニングが施された。
- 排気量348立方インチ（5.7リットル）V8エンジン（最高出力305, 340, 350馬力）
- または排気量409立方インチ（6.7リットル）V8エンジン（最高出力425馬力）
- 強化スプリング&ショックアブソーバー
- 焼結合金製ブレーキライニング

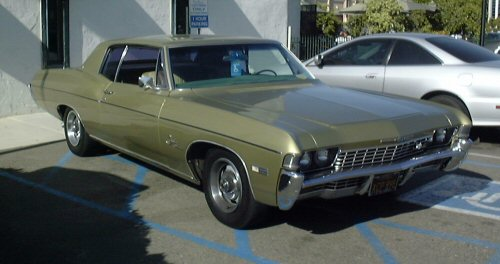
インパラSS（1967年型）

### 5代目（1971～1976年）

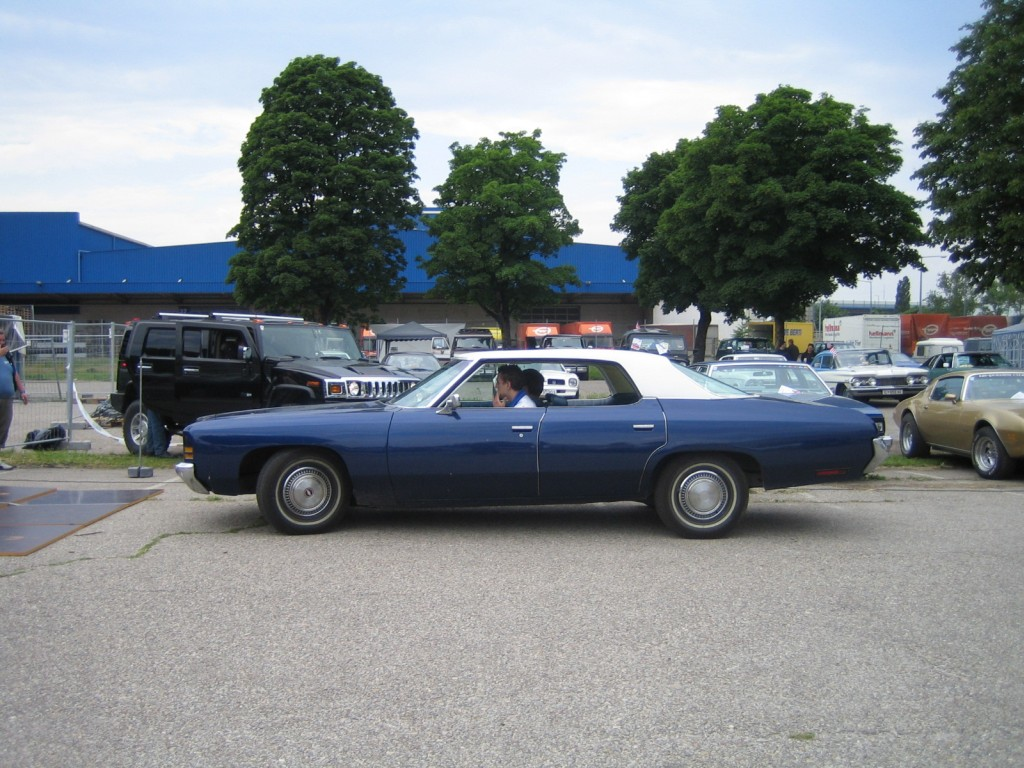
1972年型 インパラ

1971年にGMはその再設計されたフルサイズのB-ボディを導入、最大のフルサイズの車が発表された。しかし1970年代はアメリカ国内で自動車の見方に変化があり、それはインパラのような車に長く影響を及ぼした。1973年のエネルギー危機は劇的でガソリン価格は1973〜1979年に2倍になった。自動車販売は1973年〜1974年に20%急落し、そして歴史上初めてアメリカの自動車の年間走行距離は下落した。インパラの売上高は1975年には176,376台と過去最悪となった。1970年代、インパラには例えばダッシュボードに起きる大きなクラックなどの問題点があり、「Excellenceのマーク」にぴったりだとインパラのオーナーは揶揄した。また部分的にバンパーの防護物に対する規制が実施され、1973年から前部バンパーは5mphの衝撃に耐えることができなければならず、1974年には後部のバンパーも同じ標準を満たすことを要求された。このため1970年代フルサイズのシボレーはこれまでに最大のシボレー車となった。パワートレインは唯一V8エンジンであったが、エンジンサイズは350、400と454がラインナップした。1972年から始まって全てのエンジンは無鉛ガソリンで設計され、触媒コンバーターが1975年に装備された。なおコンバーチブル・モデルは1975年以後廃止された。

### 6代目（1977～1985年）

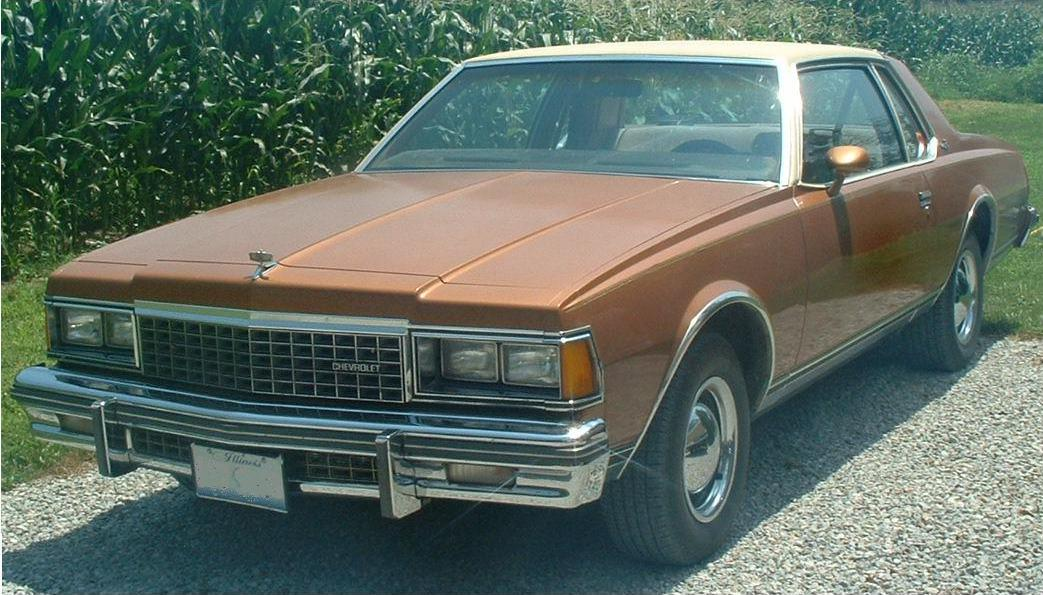
1978年型 カプリス 2ドア

自動車市場が変化し、その要求に合わせて1977年、インパラを再設計した。新しいインパラは全長がより短く、背丈がより高くなって、小型化された。インパラのフレームは、1971年に発表され、B-ボディの生産ラインが閉鎖される1996年まで使用された。インパラは、より小型で、より軽く（1977年の小型のシェベルよりさえ軽い）、より経済的なフルサイズのアメリカ車の新しいイメージを打ち出した。そのより整ったデザインで、新しいインパラは、増加した頭上スペース、フット・スペースとトランク容量の増加を特徴とした。小型化されたモデルの製造は1976年大幅に増加した。そして、インパラは米国内の販売ナンバー1の地位に返り咲いた。だが、コンバーチブル・モデルは販売されなかった。エンジンのラインナップは1977年に狭くなり、I6エンジンがベースエンジンとなった。他のオプションは、267cidと305cid V8エンジンで、350cid V8エンジンは、数年間オプションで存在した。若干のインパラは、オールズモビルの350cid V8ディーゼルエンジンを搭載していた。

### 7代目（1994-1996年）

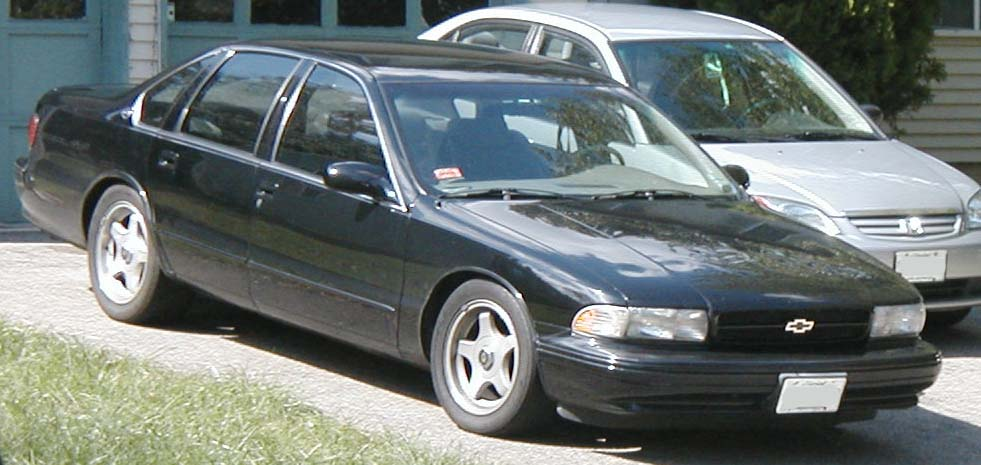
1996年型 インパラSS

1992年のデトロイト・オート・ショーで、GMのデザイナー、ジョン・モスによって設計されたコンセプトカーが発表された。通算7代目となるインパラSSはカプリスの高性能バージョンと位置づけられ、8.2Lエンジンが搭載されていた。
1994年、量産モデルの生産が開始された。ベースとなったのはカプリス9C1ポリスパッケージで、補強されたショック、容量改善された逆流冷却装置、より大きくより強力な四輪ディスクブレーキ、トランスミッション・クーラー、デュアル・エグゾーストなど、それまで法執行機関や政府機関向けのモデルのみに搭載されていた装備が組み込まれた。エンジンは260馬力を発生するLT1型5.7Lスモール・ブロックV8を搭載する。コルベットとカマロ用のLT1との違いは、インパラのエンジンはシリンダーヘッドがアルミニウムではなく、鋳鉄で作られていたことと、ハイエンドの馬力よりローエンドのトルクを重視して設計されたことであった。トランスミッションは、700R4をベースとした4L60Eが装備された。足回りには17インチのアルミホイールと、ワイドな255/50ZR17タイヤが組み合わせられ、ハンドリングの向上に寄与した。
初年度の1994年のボディカラーはブラックのみであるが、ホイールの供給不足のため6,303台の販売に留まった。1995年にはダーク・チェリー・メタリックとダーク・グレー・グリーンのボディカラーがオプションとして追加され、ホイールの供給不足が解消されたことで2万1,434台が販売された。
最後の生産年となった1996年にはタコメーターが追加され、デジタル速度計がアナログに変更された。シフターはコラムからセンター・コンソールに移動され、OBD2コンピュータシステムも追加装備された。この年は4万1,941台を販売した。

### 8代目（2000～2005年）
2000年、シボレー・ルミナの後継として4年ぶりにインパラの名称が復活した。GM W-プラットフォームを採用し、駆動方式はFFとなった。175psを発生するLA1型（V6・3.4L）エンジンを搭載し、布製のベンチシートを備えるベースモデルの他、200psを発生するL36型（V6・3.8L）エンジンを搭載し、革製のセンターコンソールとフロアシフト、「インパラ」の文字が施されたドアスクリプトとトランクバッジ、ABS、トラクションコントロール、キーレス、一体型フォグランプを奢った上級グレードの“LS”も用意された。この他オプションとしてサンルーフ、オンスターシステム、リアスポイラー、ドライバー・インフォメーション・センターのサービスが用意されたほか、LS限定のオプションとしてヒーター入りの電動フロントシート、16インチの特製ホイールなどが存在した。2003年に“LSスポーツ・パッケージ”を追加。LSをベースにフロントバンパーの拡張、クローム加工された排気口などを追加したスペシャルモデルとなっている。2004年には“インパラSS”が復活。スーパーチャージャーを装備し240馬力を発生するL67型（V6・3.8L）エンジンを搭載する最上級モデルである。L67型エンジンは本車のほかポンティアック・グランプリGTP、ビュイック・リーガルGS、ポンティアック・ボンネヴィルSSEIにも搭載された。この世代のインパラは2004年に29万259台の販売を記録し、ベストセラーの大型セダンとなった。

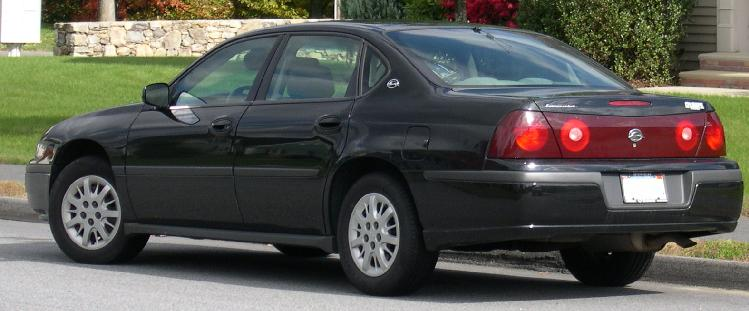
リア

### 9代目（2006年～2013年）
2006年モデルのインパラは2005年のロサンゼルスオートショーで発表された。このモデルは改良されたGMのW-プラットフォームをベースとしている。ベースエンジンは、V6（211馬力、3.5L）エンジンであった。モデルについて最も顕著なニュースは、SSが初めて前輪駆動のシボレー車としてジェネレーションIVのスモール・ブロックV8エンジンを、1996年のカプリス以来初めて搭載したことである。新しい5.3LのV8は303馬力を生じ、インパラを世界で最も強力な生産前輪駆動車のうちの1台にする。ラインナップは、LS、LT、LTZと前述のSSである。また、9C1と9C3の警察専用モデルも一新されたが、それには乗用車のSSの303馬力V8エンジンが搭載されなかった。その代わりに、パワー・ウェイト・レシオがより高く、ハンドリングもより軽快な利点があるV6（3.9L）エンジンを搭載した。車内も、大きく修正された。2006年モデルのインパラは、木製センター・コンソールを装備し、全ての主な制御ボタンにクロムアクセントで新しい特徴を打ち出した。また、ダッシュボードからドアの上部にかけて木製のトリムを装備し、インパラのロゴが付けられていた。車両のコックピットの至る所で見つかる新しい制御ノブはキャデラック・DTSと同様に新しいビュイックモデルで見つかるそれらと類似している。もう一つの内部の改訂は、車両の中心のコンソールの中間部の下に隠れているカップホルダーである。
インパラSSは2010年モデルイヤーで消滅した。さらに2012年モデルでは3.5Lと3.9Lも廃止され、新たにV6 3.6L VVT SIDI エンジンと6速ATが搭載された。

### 10代目（2014年～2020年）
2012年4月のニューヨーク国際オートショーで2014年モデルとして発表された。2014年初頭から発売開始。プラットフォームはビュイック・ラクロスやキャデラック・XTSと共通の拡張版GMイプシロンIIプラットフォームを採用。エクステリアは次世代のシボレーのデザイン言語を示したものとされている。特にフロントマスクはボウタイグリルを廃して水平二本線のグリルデザインを採用し、トラバース2013年モデルと同様に、新しいシボレーのファミリーフェイスを提示している。一方、インテリアはシボレーの特徴的なデュアル・コクピットデザインを踏襲。センタースタックには8インチタッチスクリーンを備えたシボレーのインフォテインメントシステムMyLinkを装備している。
エンジンはいずれも直噴で、V6 3.6L、直4 2.5L、そして直4 2.4L eAssistマイルドハイブリッドの3種類が設定され、6速ATと組み合わせられる。直4搭載車にはアクティブノイズキャンセレーションシステムが装備される。
生産はアメリカ合衆国ミシガン州デトロイト-ハムトラミックおよびカナダオンタリオ州オシャワの工場にて行われる。
2015年7月31日、韓国GMによって、韓国市場での発表・販売開始。Fセグメント（韓国車基準でいう大型車）への参入はベリタス以来となる。ハムトラミック生産分が導入され、eアシスト以外のユニットすべてが投入される。

## 車名の由来
『インパラ』は、ウシ科偶蹄類の動物『インパラ』に由来しており、車名ロゴにも使用された。
インパラの車名は、1956年1月19日に開催されたゼネラル・モーターズ・モトラマにて公開された大型乗用車に初めて使用された。同車は外装デザインがエメラルドグリーンメタリックに塗装され、内装デザインがホワイトに塗装された、2ドアハードトップであった。